# Миньковецький дендропарк
Минькове́цький дендропа́рк — дендрологічний парк місцевого значення в Україні. Розташований на захід від села Миньківці Дунаєвецького району Хмельницької області. 
Площа парку 3 га. Розпорядженням голови виконкому обласної ради трудящих від 30.01.1969 року, № 72, Миньковецький дендрологічний парк отримав статус заповідного. У наш час дендропарк належить до власності Дунаєвецького лісництва державного підприємства «Кам'янець-Подільське лісове господарство» та розташовується у дев'ятому кварталі лісництва.

## Історія
Дендропарк заснований у 1958—1960 рр.. Ініціатива створення парку походила від директора Кам'янець-Подільського держлісгоспу Сергія Єфремовича Бульби, який нині є головним інженером підприємства. Проектувальні роботи, закладка та посадка дерев і кущів здійснювалась під керівництвом лісівника Тимофія Даниловича Шелестюка. Для посадки перших видів рослин на території утвореного дендрологічного парку були використані саджанці Кам'янець-Подільського ботанічного саду та Новоушицького розсадника. При їхньому висадженні був втілений систематичний принцип. При закладці дендропарку у ньому зростало 343 види рослин. Сучасного розвитку парково-будівнича справа набула завдяки одному зі співробітників лісництва — Л. В. Войнаровської.

## Опис
На території парку зростає понад 200 таксонів. В основі композиції парку лежить алея з туї західної форми колоноподібної і самшиту вічнозеленого. З двох боків алеї зростають барбариси, берези та ялівці. При висадженні клену-явору та тису ягідного був використаний гніздовий спосіб. На території парку зростають широкогілочник східний, туя західна, гінкго дволопатеве. Є чорна сосна, звичайна сосна, сосна Веймутова та кедрова (сибірська). Листяні породи представлені оксамитками сахалінським та амурським, багрянником японським, кельєртерією волотистою, курильським чаєм кущовим, секуринегою кущистою та розовиком чотирипелюстковим. У переліку рослин також значаться мильне та оцтове дерево, бундук японський, хурма відгінська, сосна австрійська, береза даурська, ясен білоцвітний. Представлено декілька видів ялівця: яловець звичайний, китайський, товстокорий та віргінський. Зростає катальпа яйцеподібна, екзохорда Альберта, софора японська, текома вкорінена, евкомія в'язолиста, маклюра оранжева, сніжноягідник і інші види рослин. Саджанці декоративних рослин висаджуються у розсаднику, який розташований на території дендропарку.